# 蔡文渊
蔡文渊（?—?），元朝大臣，东平路人，元文宗时中书参知政事。
元武宗至大年间，担任国史院编修。元仁宗延祐年间，宋褧、宋本至京师，东平蔡文渊、王士熙和清河元明善、济南张养浩争相推荐他们。元英宗至治二年（1322年），授为学士，九月，诏议南郊祀事。中书平章事买闾、御史中丞曹立、礼部尚书张野，学士蔡文渊、袁桷、邓文原，太常礼仪院使王纬、田天泽，博士刘致等会都堂商议。元泰定帝时蔡文渊进入御史台任职。元文宗即位后，他录为台员。至顺元年（1330年）被擢升为中书省参知政事，不久被罢免。